# Concertación de Partidos por la Democracia
La Concertación de Partidos por la Democracia —conocida también como Concertación— fue una coalición de partidos políticos de izquierda, centroizquierda y centro, que gobernó Chile durante cuatro administraciones, desde el 11 de marzo de 1990 hasta el 11 de marzo de 2010, siendo hasta 2013 el principal referente opositor al gobierno de centroderecha del presidente Sebastián Piñera. Posteriormente sus partidos se unieron con otras fuerzas de centroizquierda e izquierda para formar la Nueva Mayoría, que desde el 11 de marzo de 2014 y hasta la misma fecha de 2018 fue la coalición oficialista en el segundo gobierno de la presidenta Michelle Bachelet.
Creada el 2 de febrero de 1988 como Concertación de Partidos por el No, aglutinó a los principales sectores de la oposición a la dictadura militar del general Augusto Pinochet, a quien derrotó en el plebiscito nacional del 5 de octubre de 1988. Ya en el gobierno, logró triunfar en todas las elecciones desde 1989 hasta la municipal de 2008, cuando la oposición obtuvo un mayor número de votos en la elección de alcaldes. En la elección de 2009-2010, perdió la presidencia de la República, dando paso al gobierno de la Coalición por el Cambio encabezado por Sebastián Piñera, elegido en la titularidad de ese cargo, para el período 2010-2014.
Estaba integrada por los partidos Demócrata Cristiano (PDC), Por la Democracia (PPD), Radical Socialdemócrata (PRSD) y diversas orgánicas del Partido Socialista de la época (PS-Núñez, PS-Almeyda, PS-Mandujano, PS-Histórico, USOPO, etc). A estos, se sumaban originalmente el MAPU Obrero Campesino, el Partido Liberal y otros movimientos civiles de los años 1980, hoy todos desaparecidos o fusionados en otros partidos. Posteriormente, sus partidos miembros formaron parte del conglomerado denominado Nueva Mayoría, que incluye al Partido Comunista (PC) y el Movimiento Amplio Social (MAS), entre otros.
Sus partidos integrantes sumaban en total 417 000 militantes: el Partido Demócrata Cristiano con 117 000, el Partido Socialista con 113 000, el Partido por la Democracia con casi 100 000 y el Partido Radical Socialdemócrata con 80 000, convirtiendo a la Concertación en una de las fuerzas políticas más grandes de América Latina.
Su símbolo, el arcoíris, representaba la variedad de proyectos e intereses que confluyeron en la coalición.

## Historia

### Antecedentes y creación

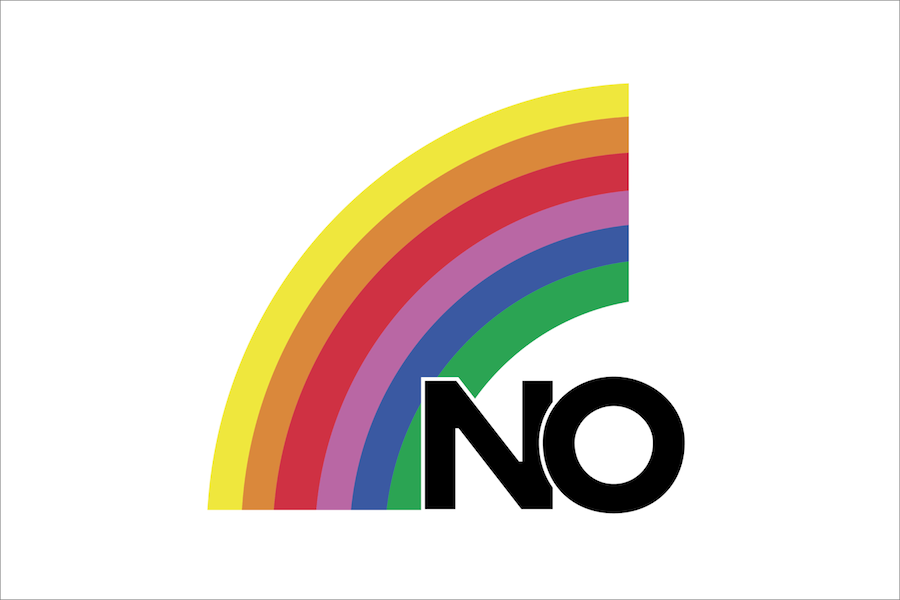
La bandera de la Concertación de Partidos por el No llevaba el arcoíris, principal símbolo de la oposición a la dictadura militar chilena.

En marzo de 1987, la ley 18603, Orgánica Constitucional de los Partidos Políticos, permitió que las organizaciones y movimientos contrarios a la dictadura militar, que hasta ese entonces funcionaban en la clandestinidad, pudieran reorganizarse legalmente como partidos políticos. De este modo se legalizaron los partidos políticos preexistentes a 1973, como el Partido Demócrata Cristiano y el Partido Radical, entre otros, y se crearon una decena de otros partidos nuevos o que constituían facciones de otros partidos antiguos.
Según las disposiciones transitorias de la Constitución Política de 1980, el régimen liderado por Augusto Pinochet debía cesar en el cargo el 11 de marzo de 1989. En los noventa días previos la Junta debería proponer un nuevo candidato a presidente que debía ser ratificado por plebiscito. Dicha consulta fue fijada para el 5 de octubre de 1988, y el 30 de agosto de ese año, la Junta militar propuso a Pinochet como candidato para seguir en el cargo otros ocho años. De ser rechazado el candidato del régimen, se debía convocar a elecciones abiertas para elegir un nuevo presidente.
La oposición a la dictadura se organizó en la Concertación de Partidos por el No, cuyo nombre hacía referencia al llamado a votar que «No» a Pinochet en el plebiscito nacional, y fue fundada el 2 de febrero de 1988 en un acto realizado en el Hotel Tupahue de Santiago. Los partidos y dirigentes que conformaron el primer Consejo de Presidentes de Partidos fueron:
| Partido                                      | Cargo              | Líder                  | Notas                                             |
| -------------------------------------------- | ------------------ | ---------------------- | ------------------------------------------------- |
| Demócrata Cristiano (PDC)                    | Presidente         | Patricio Aylwin        | Nombrado vocero de la Concertación.               |
| Demócrata Cristiano (PDC)                    |                    | Genaro Arriagada       | Nombrado secretario ejecutivo de la Concertación. |
| Socialista (PS)                              | Secretario general | Clodomiro Almeyda      | Líder del ala «PS-Almeyda».                       |
| Socialista (PS)                              | Secretario general | Juan Gutiérrez Soto    | Líder del ala «PS-Histórico».                     |
| Socialista (PS)                              | Secretario general | Manuel Mandujano       | Líder del ala «PS-Mandujano».                     |
| Socialista (PS)                              | Secretario general | Ricardo Núñez          | Líder del XXIV Congreso del PS.                   |
| Por la Democracia (PPD)                      | Presidente         | Ricardo Lagos          |                                                   |
| Unión Socialista Popular (USOPO)             | Presidente         | Ramón Silva            |                                                   |
| Radical (PR)                                 | Presidente         | Enrique Silva Cimma    |                                                   |
| Radical Socialista Democrático (PRSD)        | Presidente         | Luis Fernando Luengo   |                                                   |
| Social Democracia (SDCH)                     | Presidente         | Amador Navarro         |                                                   |
| Democrático Nacional (PADENA)                | Presidente         | Wolfgang Prieur        |                                                   |
| Movimiento de Acción Popular Unitaria (MAPU) | Secretario general | Víctor Barrueto        |                                                   |
| MAPU Obrero Campesino (MAPU-OC)              | Secretario general | Fernando Ávila Illanes |                                                   |
| Izquierda Cristiana (IC)                     | Coordinador        | Luis Maira             |                                                   |
| Humanista (PH)                               | Presidente         | José Tomás Sáenz       |                                                   |
| Unión Liberal-Republicana (ULR)              | Presidente         | Hugo Zepeda Barrios    |                                                   |
| Los Verdes (PLV)                             | Presidente         | Andrés Koryzma         | [ nota 3 ]                                        |

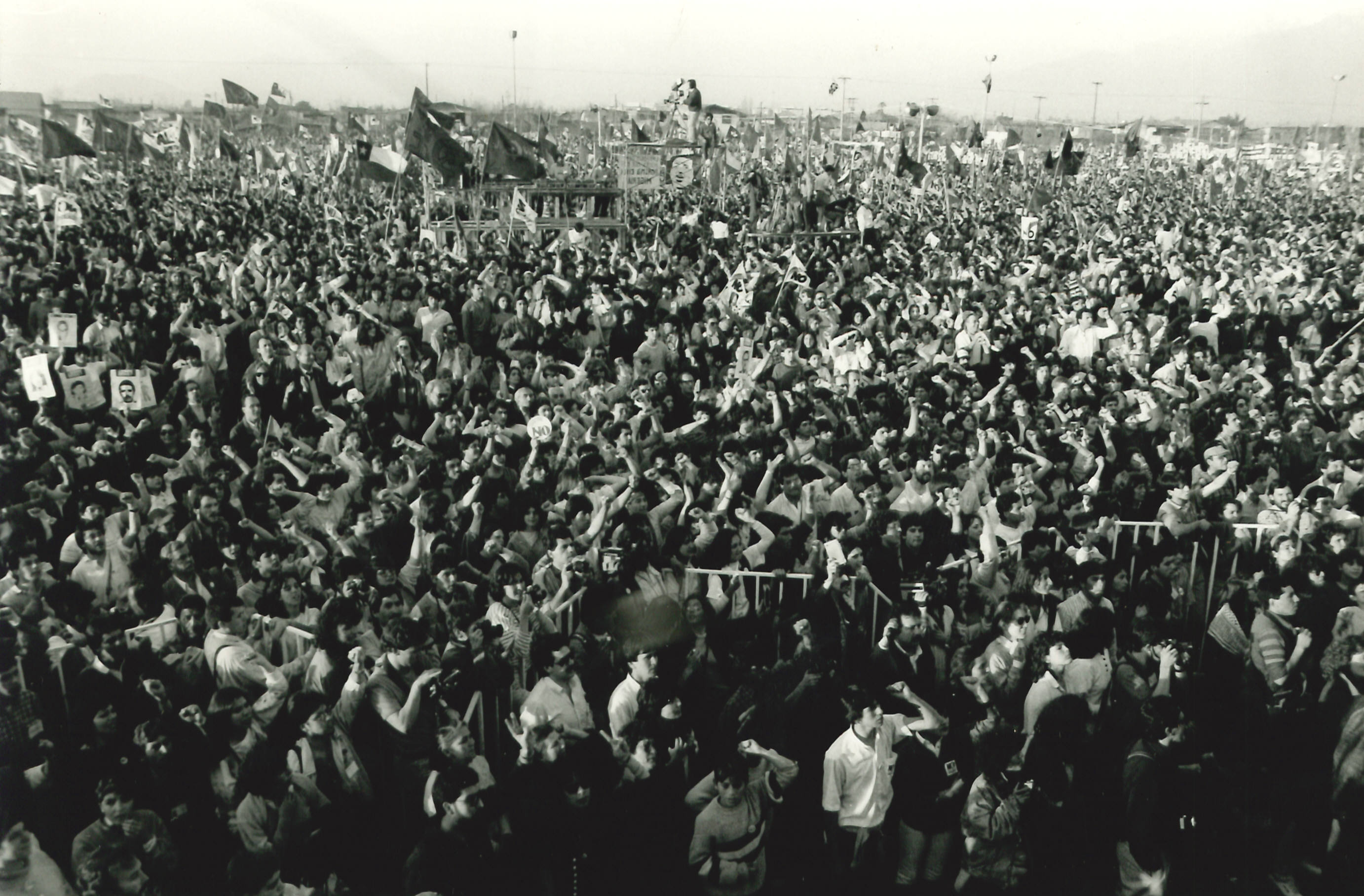
Concentración masiva de adherentes al «No» durante la campaña para el plebiscito de 1988.

La coalición de los partidos opositores adoptó un arcoíris como logotipo, que buscaba simbolizar la unión heterogénea de partidos y movimientos políticos, con un espectro desde el centro político hasta la izquierda, además de buscar simbolizar un futuro mejor; dicho símbolo, según Andrés Zaldívar, fue concebido por José Manuel Salcedo, inspirado en un afiche belga que presentaba una jaula con un pájaro y un arcoíris. La campaña por el «No» a Pinochet destacó por su franja electoral y sus masivas concentraciones dadas en el marco de la «Marcha de la alegría», que recorrió Chile desde Arica (por el norte) y Puerto Montt (por el sur), finalizando en Santiago el 2 de octubre, días antes del plebiscito. Finalmente, el 5 de octubre la Concertación de Partidos por el No resultó ganadora por un 55,99%, de la opción que respaldaba, frente al 44,01 % de la opción «Sí». En conmemoración a ese triunfo, el 5 de octubre ha pasado a ser un día de fiesta para la Concertación y los gobiernos que ha encabezado.
Tras el plebiscito que le fue desfavorable, Pinochet convocó a elecciones para elegir presidente y Congreso Nacional, el cual sesionaría por primera vez desde 1973, ambas fijadas para el 14 de diciembre de 1989. De los partidos que conformaron la Concertación de Partidos por el No, la mayoría se mantuvo en el pacto —ahora llamado Concertación de Partidos por la Democracia desde el 14 de octubre de 1988— para las nuevas elecciones, incluyendo al Partido Demócrata Cristiano, el Partido por la Democracia, el Partido Radical, el sector «renovado» del Partido Socialista (PS-Núñez), el Partido Humanista, el Partido Social Democracia de Chile y el Partido Los Verdes. La Concertación decidió postular como candidato único a la elección presidencial de 1989 al líder demócratacristiano Patricio Aylwin, cuyo partido se impuso a los demás por su peso militante y por su moderación ideológica.[cita requerida]
Las elecciones de 1989 fueron la primera victoria electoral de la coalición pues, además del triunfo de Aylwin en primera vuelta con la mayoría absoluta de los votos (55,2% de los votos), también se logró mayoría de votos en los diputados y senadores que disputaban cargos en las elecciones parlamentarias, aunque por la naturaleza binominal del sistema electoral, no obtuvo el control del Senado.

### Los gobiernos demócratacristianos (1990-2000)

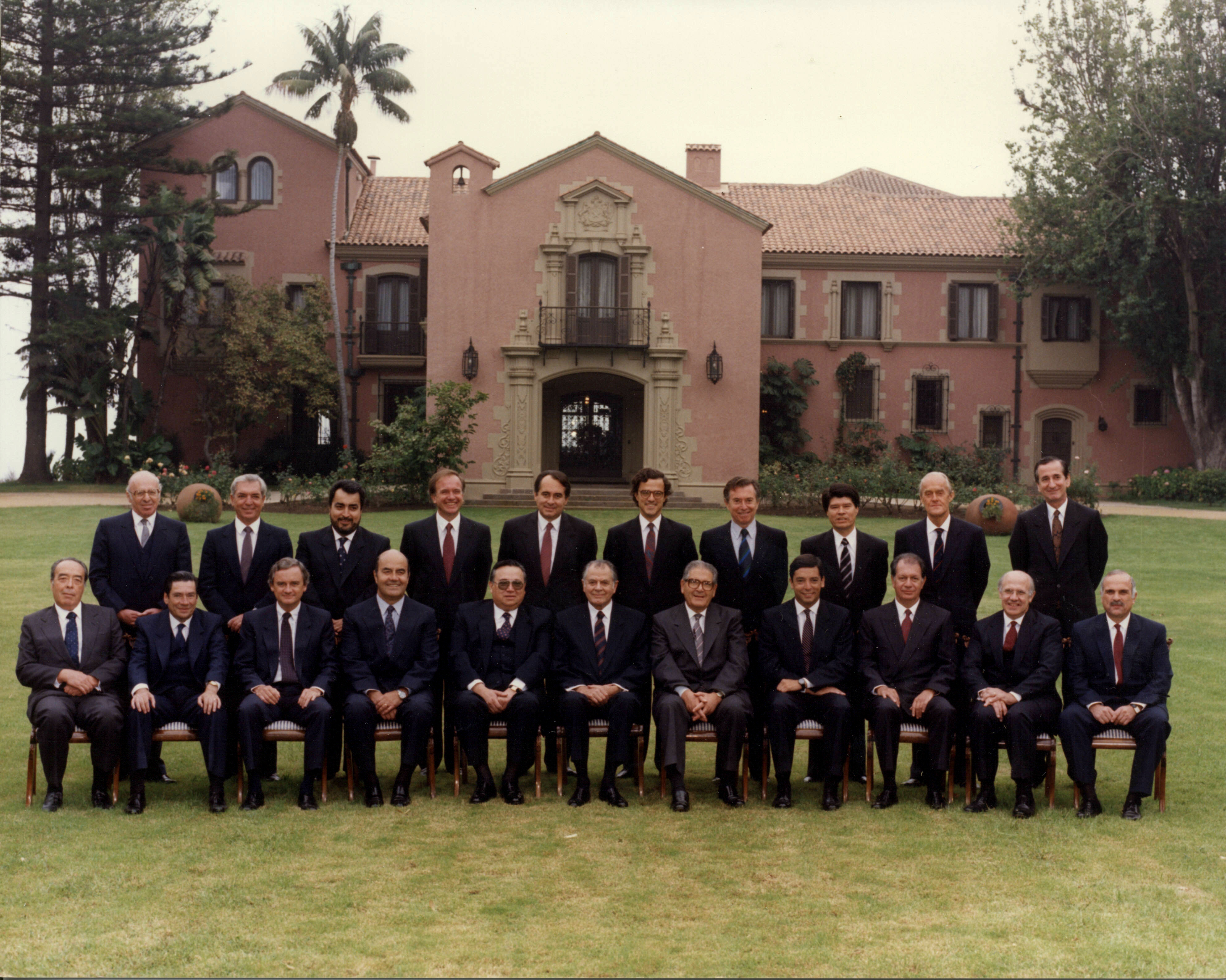
Gabinete de Patricio Aylwin en 1990.

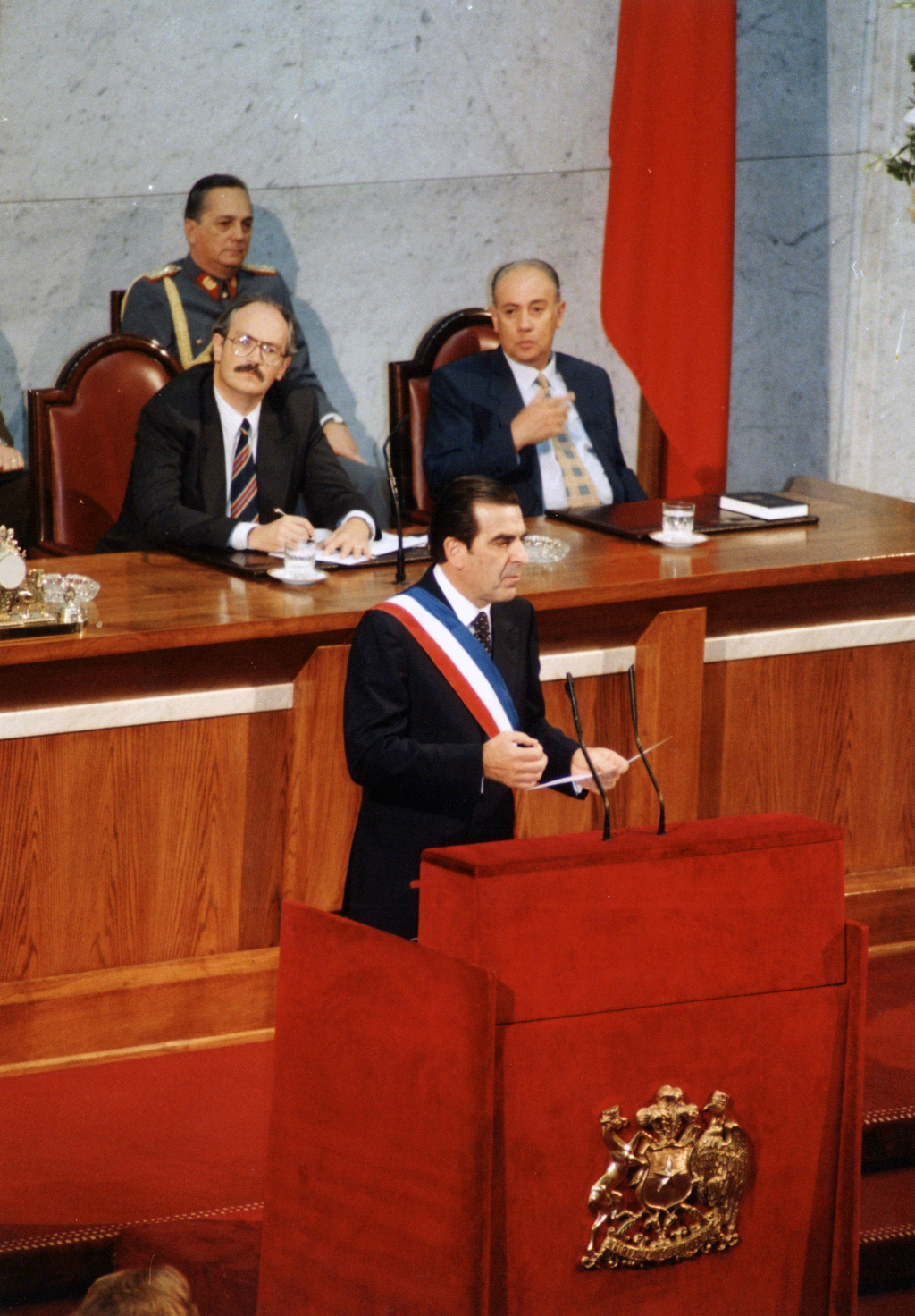
Eduardo Frei Ruiz-Tagle durante su discurso del 21 de mayo de 1994.

El 11 de marzo de 1990, el demócratacristiano Patricio Aylwin recibió la presidencia de Chile de manos del dictador Augusto Pinochet, quien se mantuvo como comandante en jefe del Ejército. Uno de los primeros objetivos del gobierno de Aylwin fue precisamente comenzar a reducir el poder de los militares y a la vez, esclarecer las violaciones de derechos humanos cometidas durante los años de dictadura, mediante la Comisión Nacional de Verdad y Reconciliación, también conocida como la Comisión Rettig. Sin embargo, dichos esfuerzos tuvieron poco éxito, tanto por la fuerte autonomía de los militares, que criticaron duramente a la Comisión Rettig y publicaron su propio informe a fines de 1991, como por la oposición de la derecha política. Ejemplos de ello fueron los sucesos conocidos como «ejercicio de enlace» (1990) y el Boinazo (1993).
En cuanto a las políticas económicas, el primer gobierno concertacionista, así como los sucesivos, no modificaron mayormente la línea trazada por la dictadura militar, a pesar de que se realizaron diversos programas de ayuda para los sectores más necesitados de la población, los cuales no fueron capaces de equilibrar la distribución de la riqueza. En el periodo de Aylwin, la pobreza bajó en Chile del 45 % al 36 %.[cita requerida]
Durante el primer gobierno concertacionista, la coalición fue adoptando su forma definitiva. Así, en 1991, el Partido Humanista y el Partido Los Verdes se fusionaron en la Alianza Humanista Verde, partido instrumental que se mantuvo en la coalición hasta 1993. En 1994 los partidos con menor representación del conglomerado, el Partido Radical y la Socialdemocracia Chilena se fusionaron en el Partido Radical Socialdemócrata (PRSD).
En cuanto a las elecciones, la coalición ganó las primeras elecciones municipales en 1992, así como las elecciones parlamentarias de 1993, en las cuales se renovó la totalidad de la Cámara y una mitad del Senado. En ese mismo momento, en la elección presidencial de 1993, la coalición logró elegir a su segundo presidente, el demócratacristiano Eduardo Frei Ruiz-Tagle, quien derrotó ampliamente al candidato de centroderecha Arturo Alessandri Besa. Frei había sido elegido como candidato de la Concertación mediante una elección primaria abierta celebrada el 23 de mayo de 1993, en la cual venció al socialista Ricardo Lagos.
Frei asumió el 11 de marzo de 1994, iniciando su periodo de seis años. En materia política, continuó la transición hacia la democracia iniciada por Aylwin, aunque con un tono más conservador que este último, favoreciendo la llamada "política de los consensos", y en el aspecto económico, se profundizó el sistema neoliberal, mediante la privatización de empresas del Estado y la expansión de los lazos comerciales de Chile mediante la negociación y firma de tratados de libre comercio con algunos países de Europa, América y Asia. Sin embargo, hacia finales de su periodo, la crisis financiera asiática frenó las exportaciones del país y aumentó el desempleo.
Algunos de los principales problemas que tuvo el gobierno de Frei fueron el arresto de Augusto Pinochet en Londres en 1998, y los problemas energéticos provocados por la sequía de 1998-1999, por lo cual se firmó el "Protocolo Gasífero" con Argentina para proveer gas natural a las plantas termoeléctricas chilenas. Con el país transandino también se firmó el acuerdo que terminó con el litigio del campo de hielo Patagónico Sur entre ambas naciones.
Para la elección presidencial de 1999, la Concertación realizó una elección primaria entre Ricardo Lagos y el demócratacristiano Andrés Zaldívar, el 30 de mayo de 1999. La primaria tuvo una amplia participación, con más de 1 300 000 votantes, la cual dio por ganador al socialista por un aplastante 71.1 % de las preferencias. Ninguno de los candidatos logró obtener más del 50 % de los votos en la elección del 12 de diciembre, debiendo pasar Lagos con el candidato de la derecha, Joaquín Lavín, a segunda vuelta, en la que el abanderado de la Concertación ganó por un estrecho 51.31 %.

### Los gobiernos socialistas (2000-2010)

Emblema del Gobierno de Chile durante los gobiernos de Lagos y Bachelet.

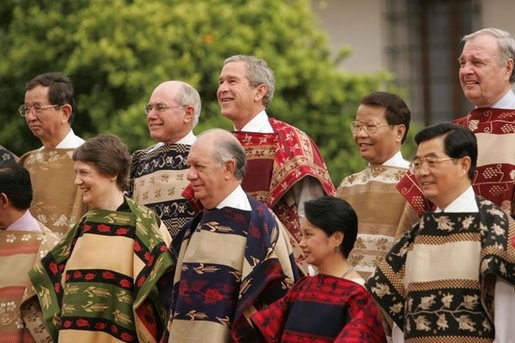
Ricardo Lagos junto con los líderes de la APEC en la reunión realizada en Chile en 2004.

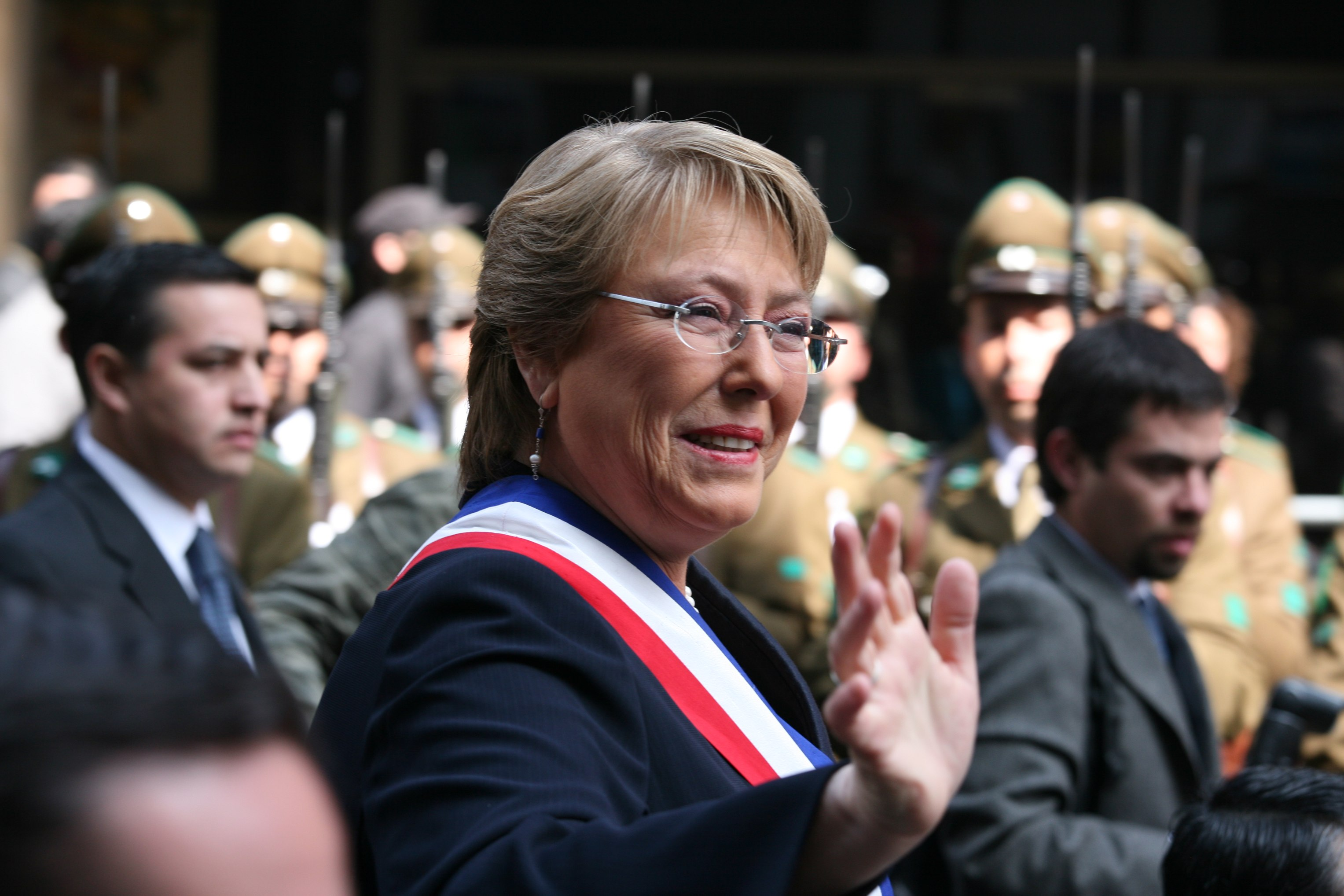
Michelle Bachelet, la primera mujer presidenta de Chile.

El 11 de marzo de 2000 asumió la presidencia de Chile Ricardo Lagos, siendo el tercer presidente de la Concertación y el primer socialista en el cargo desde Salvador Allende. La situación económica de Chile era inestable, lo cual se vio agravado al inicio de su mandato por los casos de corrupción, pero después del tercer año comenzó a tener una gran popularidad que llegó de la mano de la recuperación de la economía; Lagos obtuvo niveles de aprobación de hasta un 75 %, lo cual se vio favorecido por la incorporación del país en el concierto internacional, con la participación de Chile en el Consejo de Seguridad de las Naciones Unidas, su rechazo a la invasión a Irak por los Estados Unidos —a pesar de eventuales consecuencias en la firma del tratado de libre comercio con ese país, que finalmente no ocurrieron—, y la firma de otros tratados de libre comercio con la Unión Europea y China.
La apretada elección presidencial de 1999-2000 fue el antecedente para el progresivo fin de la hegemonía electoral de la Concertación. Las elecciones municipales de 2000 dieron casi la mitad de los votos a la derechista Alianza por Chile, lo cual se vio confirmado en las elecciones parlamentarias del año siguiente, donde el Partido Demócrata Cristiano perdió su liderazgo hasta ese entonces indiscutido, siendo superado en votación por la Unión Demócrata Independiente (UDI). Las elecciones municipales de 2004 supusieron un alivio para la Concertación, donde en alcaldes obtuvo un 44,81 % contra un 38,72 % de la Alianza.
Para la elección presidencial de 2005, originalmente la Concertación elegiría mediante elecciones primarias a la candidata a la presidencia para el período 2006-2010, ya que en un hecho inédito se enfrentaron dos mujeres; la socialista Michelle Bachelet y la demócratacristiana Soledad Alvear. Sin embargo, el 24 de mayo de 2005, Alvear retiró su candidatura, quedando Bachelet como candidata única de la coalición. El 11 de diciembre, Bachelet logró un 45,96 % de los votos, pasando a segunda vuelta junto a Sebastián Piñera, quién logró un 25,41 %. Paralelamente, en las elecciones parlamentarias, la Concertación logró por primera vez mayoría en ambas cámaras del Congreso Nacional de Chile. El 15 de enero de 2006, Bachelet obtuvo un 53,5 % de los votos, resultando elegida presidenta.
Bachelet asumió como la primera mujer presidenta de Chile el 11 de marzo de 2006, iniciando así el cuarto gobierno concertacionista. Su primer año de gobierno se vio marcado por las protestas estudiantiles, la crisis del Transantiago —eventos que provocaron una fuerte baja en la aprobación ciudanana al gobierno—, y la muerte de Augusto Pinochet en diciembre de 2006, ante la cual la presidenta se negó a realizar funeral de Estado ni a decretar duelo oficial. La popularidad de Bachelet comenzó a repuntar en la mitad de su mandato, marcado por un fuerte énfasis social, a través de programas como Chile Crece Contigo y Chile Solidario, y por el manejo del gobierno ante la crisis económica mundial de 2008; de esta forma, Bachelet finalizó su mandato con una histórica aprobación del 84 %.

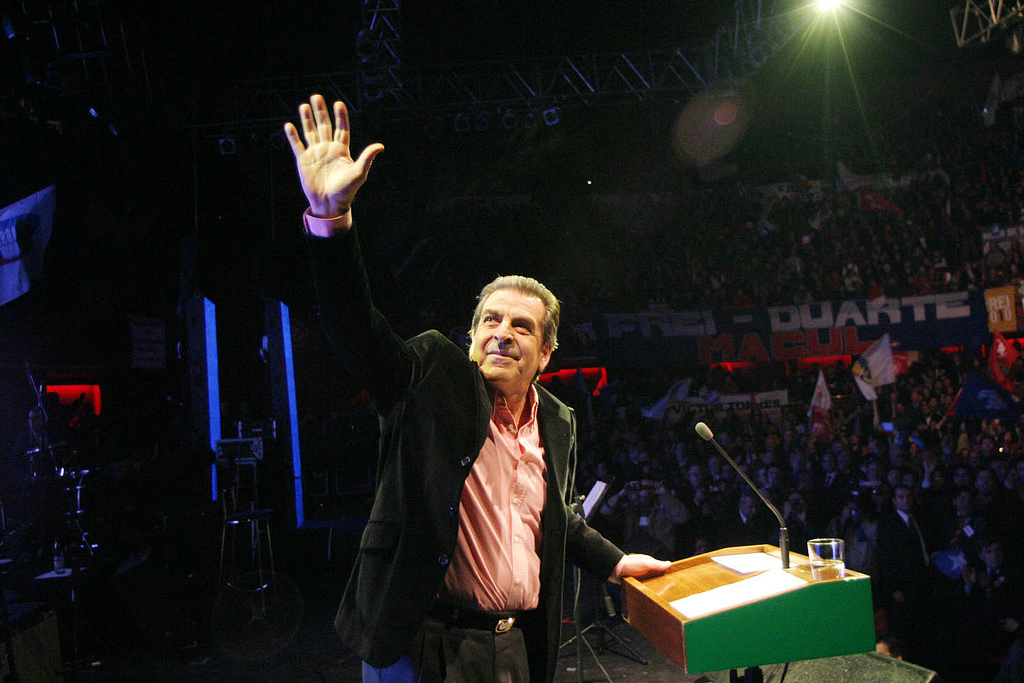
Eduardo Frei Ruiz-Tagle buscó su segundo gobierno en 2009, pero fue derrotado por Sebastián Piñera, terminando con la posibilidad de un quinto gobierno consecutivo de la coalición.

Logo del pacto parlamentario "Concertación y Juntos Podemos, por más democracia".

Para las elecciones municipales de 2008, la Concertación dividió sus fuerzas en dos pactos electorales, la Concertación Democrática y la Concertación Progresista. A pesar de que en la elección de alcaldes los pactos de la Concertación sumados lograron un porcentaje menor a la de la Alianza, lograron más alcaldías, mientras que en concejales la Concertación obtuvo mayoría en concejales y mayor porcentaje de votos nacionales. Sin embargo, los resultados comparados con elecciones pasadas, muestran un aumento en la votación de la Alianza y una disminución en la votación de la Concertación.
Para las elecciones parlamentarias del año siguiente, la Concertación y el pacto de izquierda Juntos Podemos Más se unieron en un pacto instrumental llamado "Concertación y Juntos Podemos, por más democracia", el cual permitió elegir por primera vez desde 1989 a tres diputados del Partido Comunista. La Concertación logró mayoría absoluta en el Senado, pero la perdió en la cámara baja, pues perdió todas sus "doblajes" en los distritos que le favorecían, bajando de 65 diputados a 57. Para la elección presidencial, la Concertación eligió a su candidato en unas elecciones primarias que adoptaron un método diferente a las anteriores, dando por ganador al demócratacristiano Eduardo Frei Ruiz-Tagle sobre el radical José Antonio Gómez Urrutia con votos en solo dos regiones de Chile. Frei pasó a segunda vuelta con un magro 29,6 % de los votos, junto al derechista Sebastián Piñera, quien finalmente venció en la segunda vuelta presidencial realizada el 17 de enero de 2010. Así, la Concertación perdió el gobierno por primera vez desde 1990.

### Oposición al gobierno de Piñera y creación de la Nueva Mayoría (2010-2013)
Con el triunfo electoral de la derecha, la Concertación se encontró en el momento de mayor crisis de su historia, planteándose incluso el fin de la coalición. Sin embargo, sus partidos integrantes acordaron en enero de 2010 continuar con el pacto. La aprobación ciudadana de la coalición fue decayendo paulatinamente, llegando a menos del 20 % a mediados de 2012.[cita requerida]

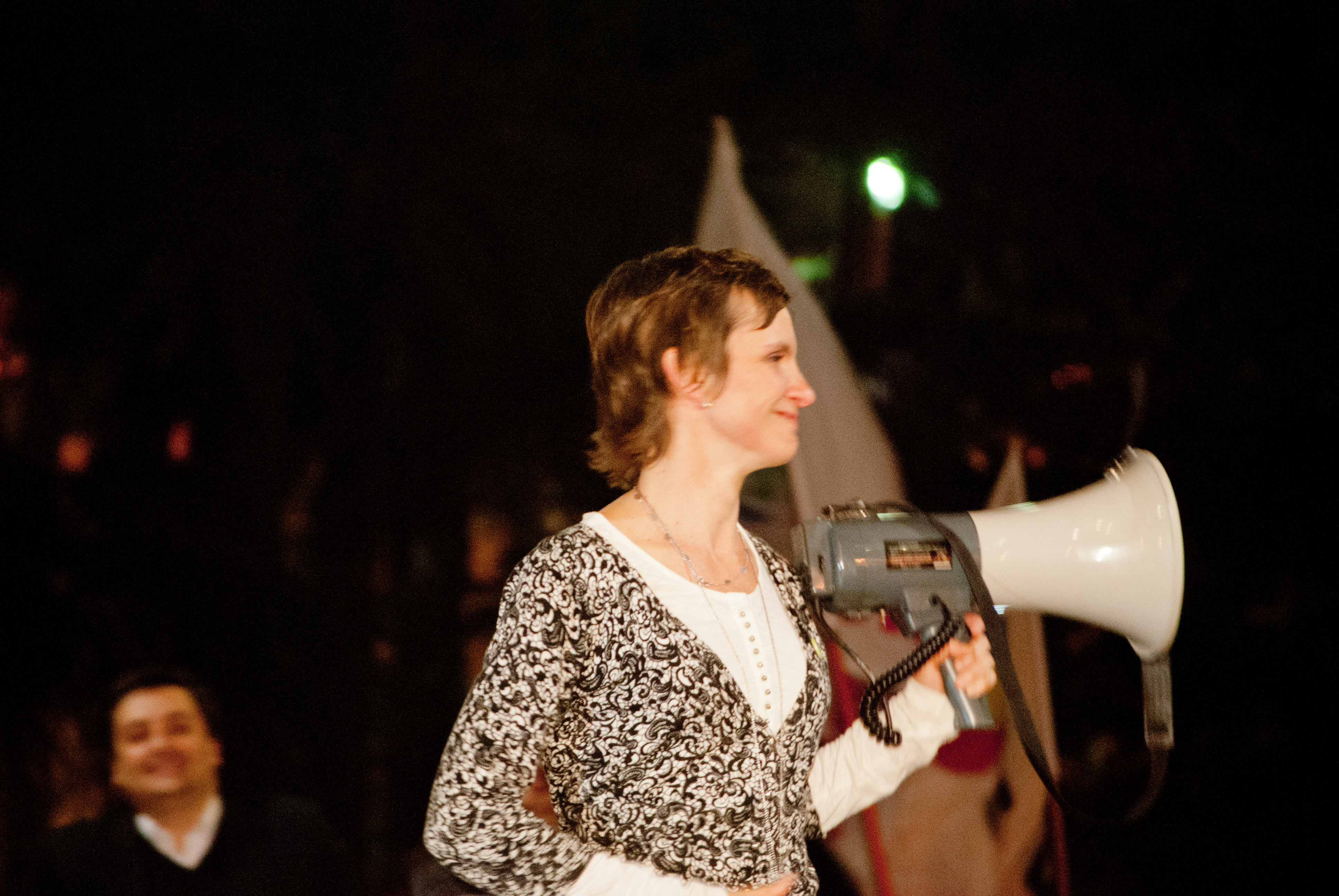
La Concertación logró varios triunfos simbólicos en las municipales de 2012, como el de Carolina Tohá (en la imágen) en Santiago, municipio que había estado 12 años en control de la derecha.

En 2012, la Concertación debió enfrentar su primera elección como oposición, las elecciones municipales de octubre de ese año. El 1 de abril de 2012, de manera inédita se realizaron elecciones primarias para definir gran parte de la plantilla de candidatos municipales de la coalición, en las cuales participaron cerca de 320 000 mil electores en 142 comunas del país. Tras las primarias, la Concertación decidió buscar una convergencia con la coalición de izquierda Juntos Podemos, liderada por el Partido Comunista (PCCh) y la Izquierda Cristiana (IC), que ya había tenido su primer acercamiento con el pacto por omisión de las elecciones parlamentarias de 2009; ello ocurrió no sin reticencias al interior de la Democracia Cristiana, debido a la distancia ideológica entre ambos partidos.
Aun teniendo una baja aprobación ciudadana, la Concertación junto con el PCCh y la IC lograron vencer al oficialismo en las elecciones municipales, tanto para alcaldes como concejales, aumentando su número de alcaldes de 147 a 168, y su número de concejales de 1070 a 1164. En cuanto a los porcentajes de las mencionadas elecciones, la Concertación logró incrementar las cifras en alcaldes de un 38,43 % a un 43,1 %, mientras que en las listas de concejales, la Concertación compitió en dos listas denominadas «Por un Chile justo» (PPD, PCCh, PRSD y la Izquierda Cristiana), y «Concertación Democrática» (que algutinó al Partido Demócrata Cristiano y al Partido Socialista de Chile). Ambas listas aumentaron las cifras porcentuales de un 45,13 % a un 49,46 %.

Logo de la Nueva Mayoría.

El 30 de abril de 2013 los partidos de la Concertación, junto con otros partidos de oposición, crearon el pacto electoral "Nueva Mayoría" para las elecciones presidencial, parlamentarias y de consejeros regionales de 2013. Está integrada por el Partido Socialista de Chile (PS), el Partido Demócrata Cristiano de Chile (PDC), el Partido por la Democracia (PPD), el Partido Radical Socialdemócrata (PRSD), el Partido Comunista de Chile (PCCh), la Izquierda Ciudadana (IC), el Movimiento Amplio Social (MAS) e independientes de centroizquierda.
Desde el interior del pacto Nueva Mayoría, personas como el socialista Osvaldo Andrade, el PPD Jaime Quintana y la comunista Camila Vallejo plantearon que la coalición marcaba el fin de la Concertación, y el nacimiento de un nuevo referente político amplio de centroizquierda. Otros políticos que no pertenecían al pacto, como el candidato presidencial del PH Marcel Claude o el RN Carlos Larraín, manifestaron que era un mero cambio de nombre de la Concertación, pues en esencia serían los mismos partidos más el PCCh los que lo integraban.

## Composición

### Partidos principales

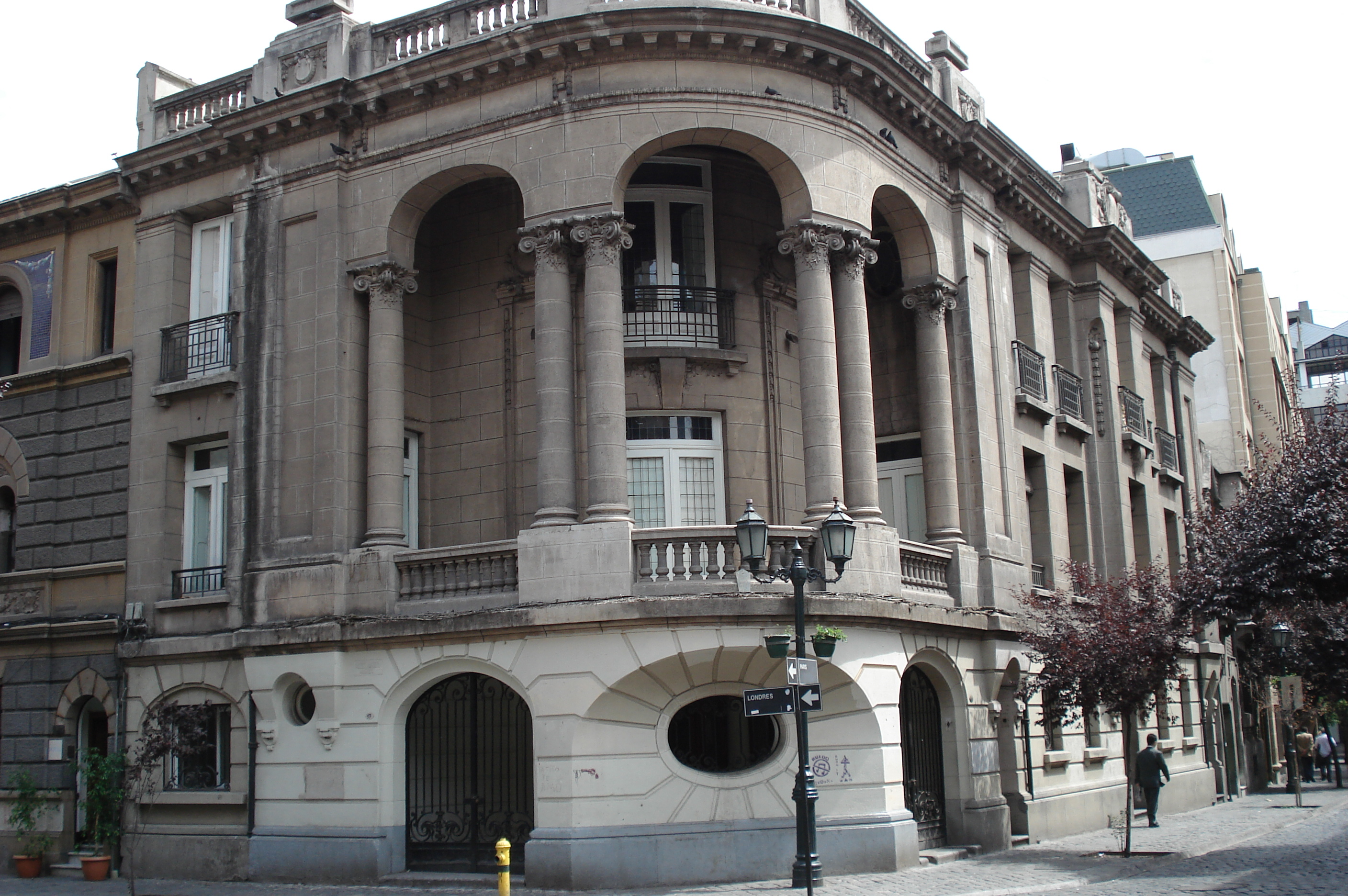
Sede de la Concertación ubicada en Londres 57, en el Barrio París-Londres de la ciudad de Santiago de Chile. Desde 2008 es la sede del PRSD.

Desde su creación, la Concertación emergió como la agrupación política más longeva en la historia contemporánea de Chile,[cita requerida] destacándose de ella la disciplina electoral y la capacidad de compatibilizar en su interior el "humanismo cristiano" y el "humanismo laico", además de puntos de vista distintos en torno a la política económica y social del país. Pese a lo anterior logró llevar a cabo gobiernos con políticas consensuadas en esas áreas, salvo en la llamada «agenda valórica» (aborto, matrimonios homosexuales, eutanasia, etc.), en la cual la Democracia Cristiana tendió a aliarse con la derecha.[cita requerida]
En sus últimos años de existencia, la Concertación estuvo compuesta por:
- Partido Socialista de Chile (PS), fundado en 1933 y miembro fundador de la Concertación a través de sus variadas facciones.
- Partido Demócrata Cristiano de Chile (DC), fundado en 1957 y miembro fundador de la Concertación.
- Partido por la Democracia (PPD), fundado en 1987 y miembro fundador de la Concertación.
- Partido Radical Socialdemócrata (PRSD), fundado en 1994 y miembro de la Concertación desde ese mismo año.

### Partidos menores
- Partido Radical (PR, 1988-1994)
- Partido Socialdemocracia Chilena (SDCH, 1988-1994)
- Partido Humanista (PH, 1988-1992)
- Los Verdes (LV, 1988-1992)
- Partido Liberal (PL, 1988-1989)
- Partido Radical Socialista Democrático (PRSD, 1988)
- Partido Alianza de Centro (PAC, 1989-1997)
- Partido Democrático de Izquierda (PDI, 1992-1994)
- Partido Liberal (PL, 1998-2000)

## Gobiernos

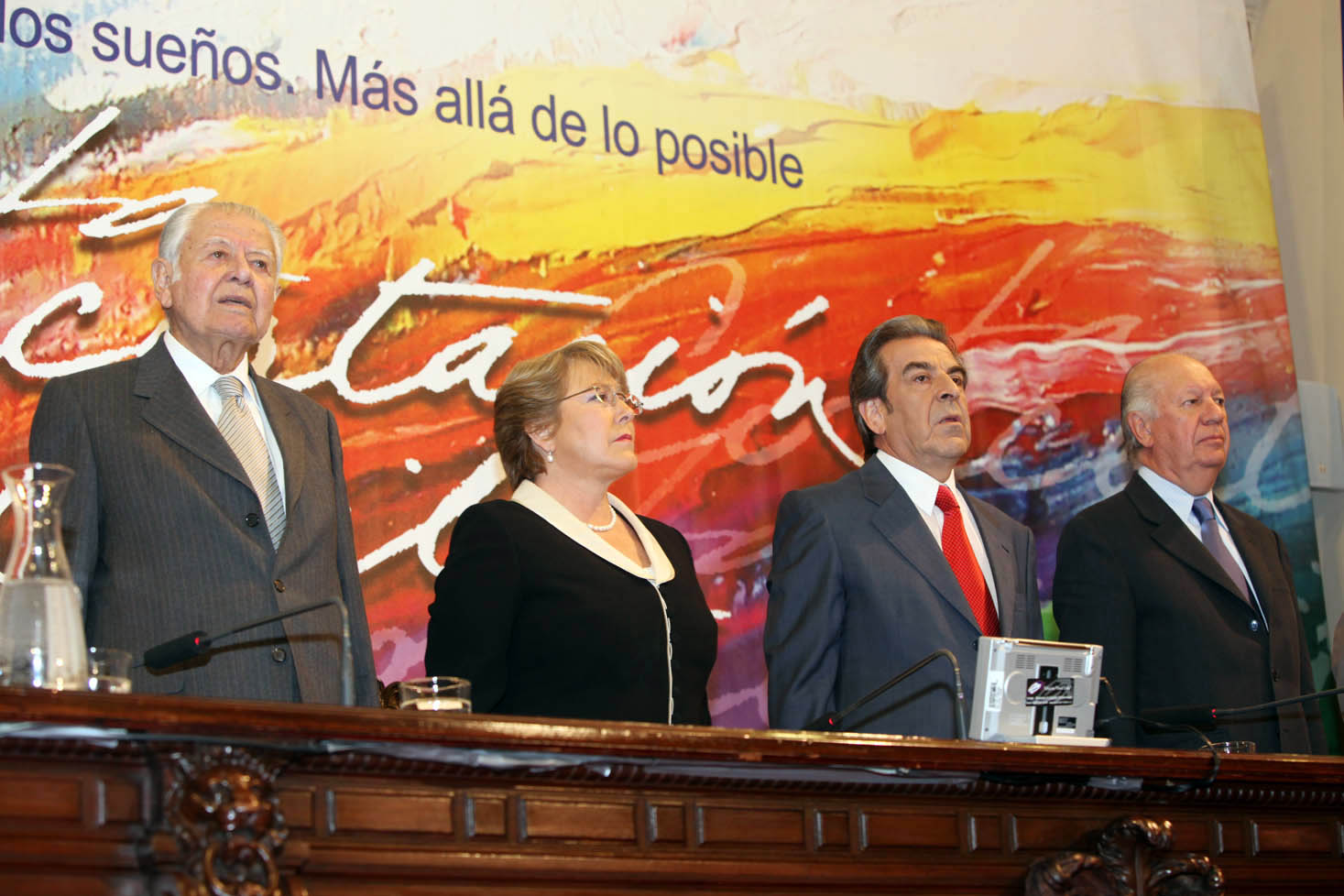
Los cuatro presidentes de Chile miembros de la Concertación —Patricio Aylwin, Michelle Bachelet, Eduardo Frei Ruiz-Tagle y Ricardo Lagos— en la celebración de los 21 años del triunfo del «No» en el plebiscito nacional de 1988.

La Concertación de Partidos por la Democracia gobernó al país durante cuatro períodos consecutivos bajo el mandato de dos militantes de la Democracia Cristiana (Aylwin y Frei), uno del Partido por la Democracia (Lagos) y una del Partido Socialista (Bachelet):

### Presidentes de la República
| Nombre                  | Inicio              | Término             | Votación       | Votación       | Votación       | Votación       |
| Nombre                  | Inicio              | Término             | Primera vuelta | Primera vuelta | Segunda vuelta | Segunda vuelta |
| ----------------------- | ------------------- | ------------------- | -------------- | -------------- | -------------- | -------------- |
| Patricio Aylwin         | 11 de marzo de 1990 | 11 de marzo de 1994 | 3 850 571      | 55,17%         |                |                |
| Eduardo Frei Ruiz-Tagle | 11 de marzo de 1994 | 11 de marzo de 2000 | 4 040 497      | 57,98%         |                |                |
| Ricardo Lagos           | 11 de marzo de 2000 | 11 de marzo de 2006 | 3 383 339      | 47,96%         | 3 683 158      | 51,31%         |
| Michelle Bachelet       | 11 de marzo de 2006 | 11 de marzo de 2010 | 3 190 691      | 45,96%         | 3 723 019      | 53,50%         |

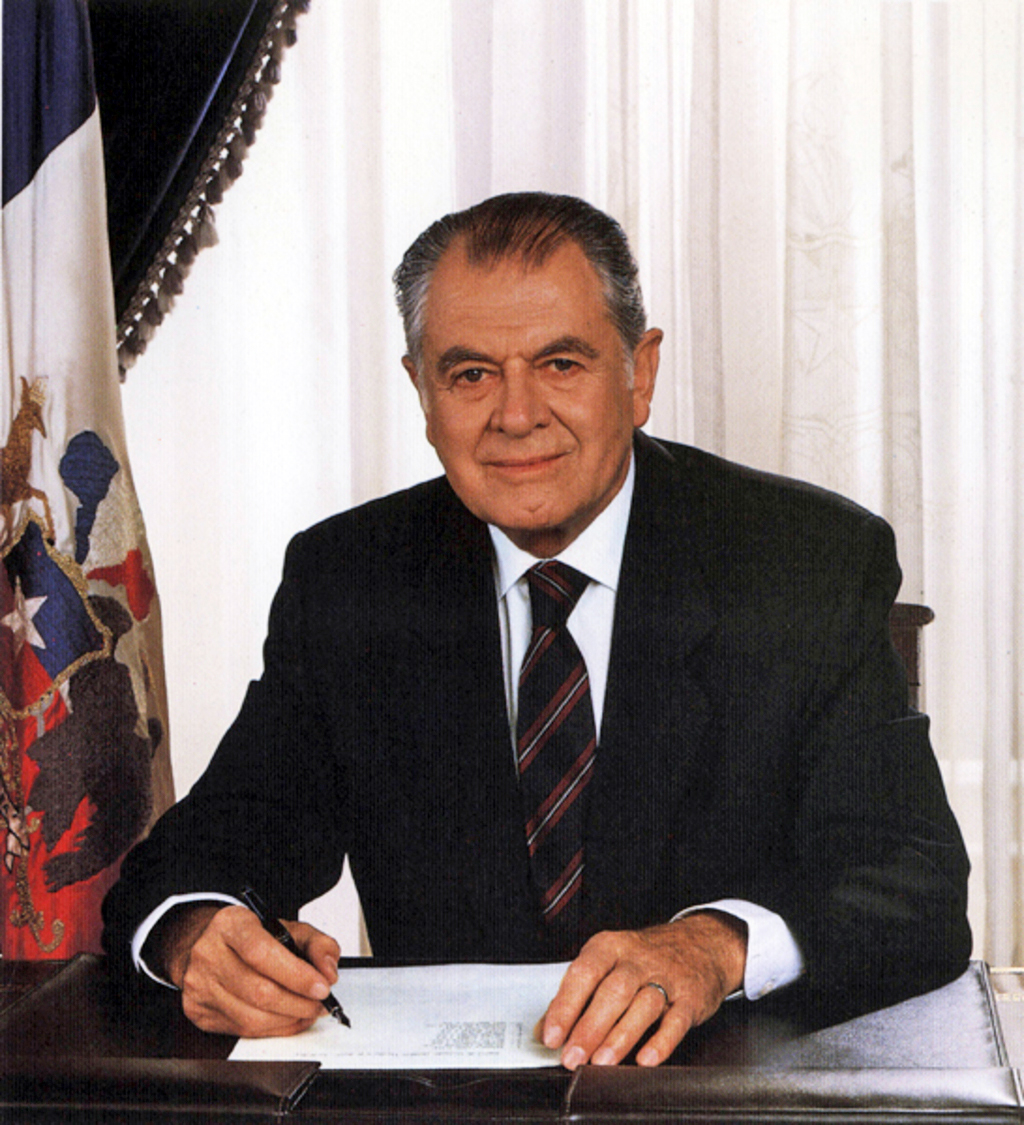
Patricio Aylwin Azócar (1990-1994)
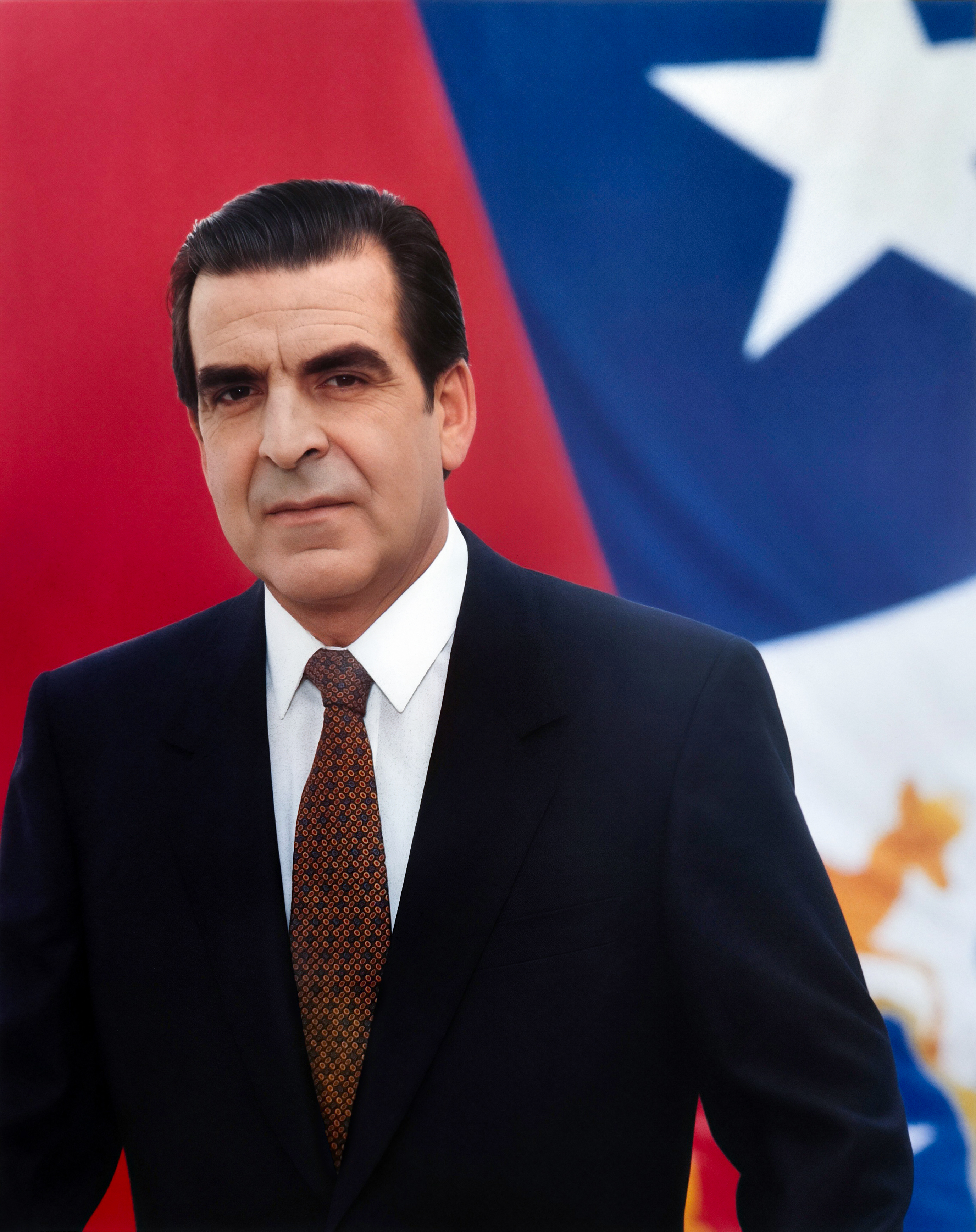
Eduardo Frei Ruiz-Tagle (1994-2000)
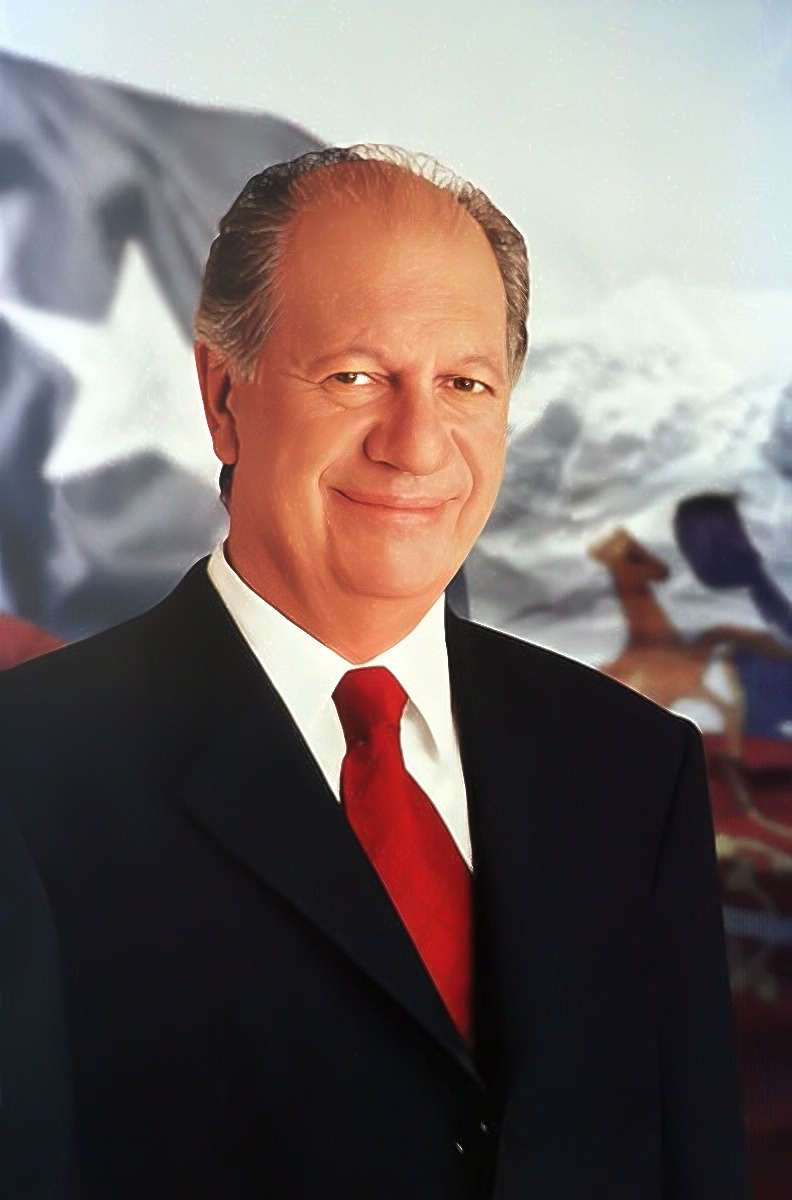
Ricardo Lagos Escobar (2000-2006)
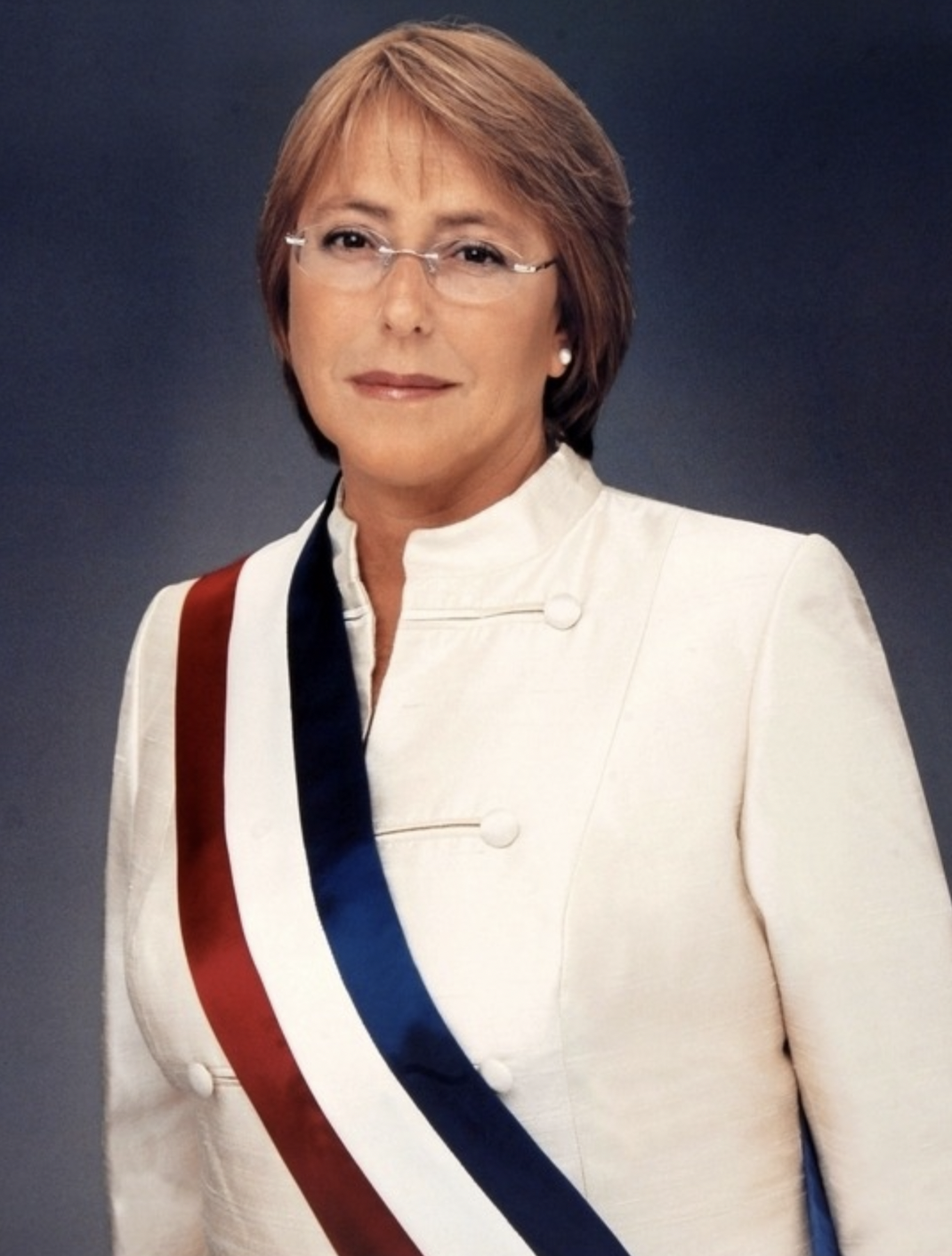
Michelle Bachelet Jeria (2006-2010)

#### Campañas
| Año  | Año        | Candidato               | Eslogan                                      |
| ---- | ---------- | ----------------------- | -------------------------------------------- |
| 1989 | 1989       | Patricio Aylwin         | Gana la gente                                |
| 1993 | 1993       | Eduardo Frei Ruiz-Tagle | Frei, para los nuevos tiempos                |
| 1999 | 1.ª vuelta | Ricardo Lagos           | Para crecer con igualdad, Lagos contigo      |
| 1999 | 2.ª vuelta | Ricardo Lagos           | Chile, mucho mejor                           |
| 2005 | 1.ª vuelta | Michelle Bachelet       | Bachelet, estoy contigo                      |
| 2005 | 2.ª vuelta | Michelle Bachelet       | Por Chile, por la gente, Bachelet Presidente |
| 2009 | 1.ª vuelta | Eduardo Frei Ruiz-Tagle | Con Frei, vamos a vivir mejor                |
| 2009 | 2.ª vuelta | Eduardo Frei Ruiz-Tagle | Todos por Chile, todos por Frei              |

## Resultados electorales

Resultados electorales en Chile desde 1989, incluyendo elecciones municipales, de diputados y presidenciales (en signos punteados). La Concertación aparece en color amarillo.

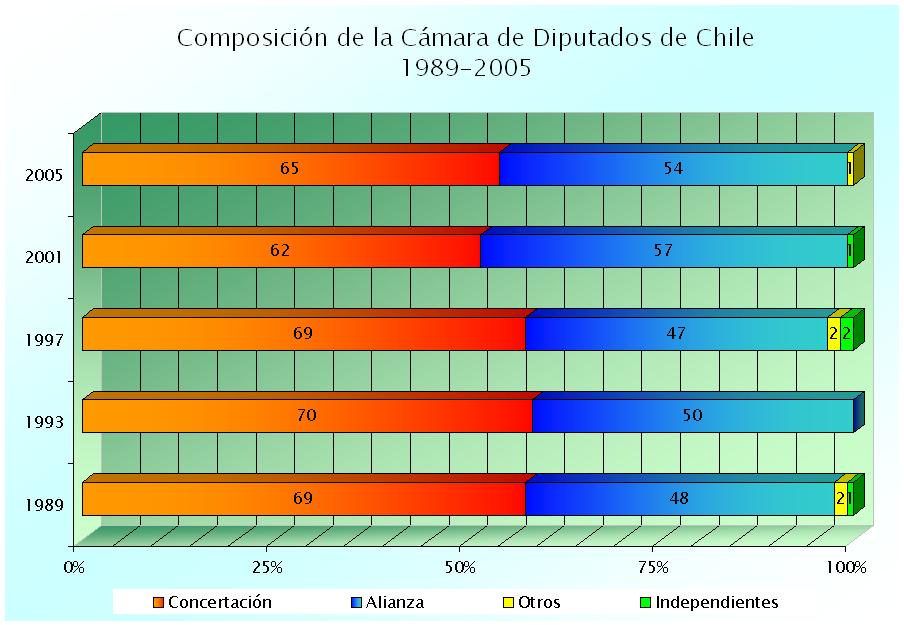
Composición de la Cámara de Diputados entre los años 1989 y 2005.

### Elecciones parlamentarias
|  | 51,49 % |

|  | 54,63 % |

|  | 55,40 % |

|  | 55,48 % |

|  | 50,51 % |

|  | 49,88 % |

|  | 47,90 % |

|  | 51,32 % |

|  | 51,76 % |

|  | 55,73 % |

|  | 44,35 % |

|  | 43,27 % |

- A los diputados electos en 1989 se sumarían: Hosain Sabag, electo como independiente quien después se incorporaría al Partido Demócrata Cristiano, Juan Martínez Sepúlveda y Juan Pablo Letelier Morel, estos dos últimos electos por el PAIS quienes después se incorporarían al Partido Socialista, quedando con un total de 72 diputados.
- A los diputados electos en 1997 se sumaría Samuel Venegas Rubio, electo como independiente después se incorporaría al Partido Demócrata Cristiano, quedando con un total de 70 diputados.
- A los diputados electos en 2001 se sumaría Iván Paredes Fierro, quien renunció al Partido Socialista para ser candidato independiente, una vez electo se reincorporó a las filas del socialismo, quedando con un total de 63 diputados.
- A los diputados electos en 2005 se restarían: Esteban Valenzuela, quien renunció al PPD para formar ChilePrimero, la denominada "bancada de los colorines" (Jaime Mulet Martínez, Pedro Araya Guerrero, Carlos Olivares Zepeda, Alejandra Sepúlveda Orbenes y Eduardo Díaz del Río) quienes renunciaron al Partido Demócrata Cristiano para incorporarse al PRI, Marco Enríquez-Ominami, quien renunció al Partido Socialista para ser candidato a la presidencia y Álvaro Escobar, que se retiró del PPD para apoyar la opción presidencial de este último, quedando con un total de 57 diputados.
- De los diputados electos en 2009: 3 de ellos (los comunistas Hugo Gutiérrez, Guillermo Teillier y Lautaro Carmona) fueron elegidos por un pacto por omisión con el Juntos Podemos Más, quedando un total real de 54 diputados, de los cuales se restaría René Alinco, quien renunciaría al PPD para incorporarse al Partido Progresista, y se sumaría Luis Lemus, quien se incorporaría al Partido Socialista tiempo después de haber sido expulsado del PRI, tiempo después también se restaría Sergio Aguiló quien renunció al Partido Socialista, incorporándose tiempo después a Izquierda Ciudadana, quedando con un total de 53 diputados.
- Del total de senadores obtenidos en 1997 3 de ellos (el democratacristiano Eduardo Böeninger y los radicales Augusto Parra y Enrique Silva Cimma) fueron del grupo de senadores institucionales designados para el período 1998-2006, tiempo después se sumaría Eduardo Frei Ruiz-Tagle como vitalicio en calidad de expresidente de la República (1994-2000), quedando con un total de 24 senadores.
- Del total de senadores obtenidos en 2005 se restarían: Fernando Flores Labra, quien renunció al PPD para formar ChilePrimero; Adolfo Zaldívar Larraín, quien fue expulsado del Partido Demócrata Cristiano y tiempo después se uniría al PRI; Alejandro Navarro Brain, quien renunció al Partido Socialista para formar el MAS, y Carlos Ominami Pascual, quien también renunció al Partido Socialista para apoyar la candidatura presidencial de su hijo, quedando con un total de 16 senadores.

### Elecciones municipales
|  | 53,30 % |

|  | 56,13 % |

|  | 52,13 % |

|  | 44,81 % |

|  | 47,89 % |

|  | 38,43 % |

|  | 49,86 % |

|  | 42,97 % |

|  | 49,34 % |

Nota: Entre 1992 y 2000 se votaba solo para elegir concejales. En 1992 hubo alcaldes que compartieron la mitad del período con otro concejal. A partir de 2004 se realizan las votaciones de alcalde y concejales por separado. En las elecciones de 2008 y 2012 se sumaron los votos de las dos listas que presentó la Concertación.

## Niveles de aprobación

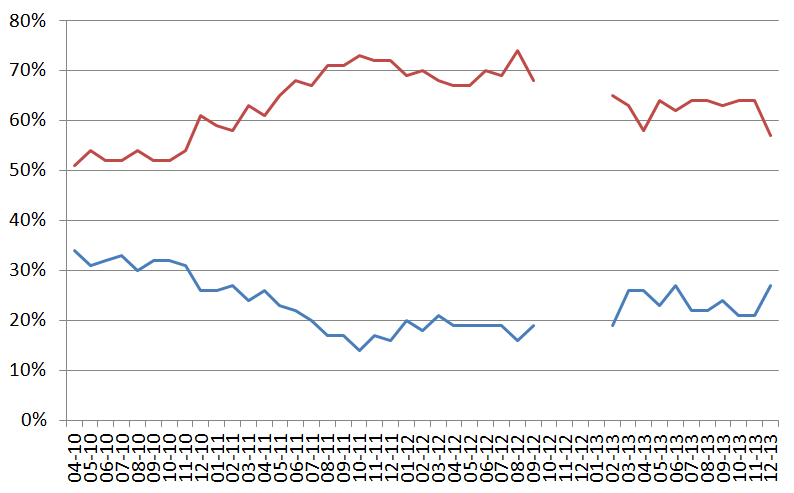
Porcentaje de aprobación.
Porcentaje de rechazo.

Según la encuesta Adimark, durante todo el primer gobierno del candidato de la Alianza Sebastián Piñera, desde marzo de 2010 hasta su final en marzo de 2014, la Concertación jamás contó con una aprobación ciudadana superior al 40%. Por el contrario, su porcentaje de aprobación siguió una tendencia en general decreciente hasta octubre de 2011, mes en que alcanzó un mínimo del 14%. Desde entonces dicho porcentaje se fue manteniendo relativamente constante. El porcentaje de reprobación, por su parte, siguió hasta el mismo mes de octubre en general una tendencia creciente, presentando luego un decrecimiento muy leve, salvo por un alza que ascendió a un máximo reprobación del 74% durante el mes de agosto de 2012.
Desde septiembre de 2013 la encuesta Adimark evaluó a la Concertación y a la Nueva Mayoría como dos entidades separadas, logrando la primera una aprobación en septiembre del 24%. En noviembre obtuvo una aprobación del 21% y una desaprobación del 66%.